# Karl Armbrust (Musiker)
Karl Armbrust auch Carl Armbrust (* 30. März 1849 in Hamburg; † 12. Juli 1896 in Hannover) war ein deutscher Organist und Komponist.

## Leben

### Familie
Karl Armbrust war der Sohn von Georg Armbrust (* 17. März 1818; † 9. Mai 1869), Organist an der Petrikirche in Hamburg und Vorsitzender des Bach-Vereins.
Er heiratete 1874 Thusnelde, die zweite Tochter seines Stuttgarter Musiklehrers Immanuel Faißt; gemeinsam hatten sie einen Sohn und drei Töchter. Sein Sohn war Walter Armbrust, Organist an der Heiligengeistkirche in Hamburg.
Karl Armbrust verstarb während einer Reise zu den Bayreuther Festspielen und wurde am 15. Juli 1896 in Hamburg begraben. Seinen Nekrolog verfasste der Musikwissenschaftler Robert Eitner.

### Werdegang
Karl Armbrust erhielt seine musikalische Ausbildung an der Stuttgarter Musikhochschule (heute Hochschule für Musik und Darstellende Kunst Stuttgart) in Stuttgart, unter anderem bei deren Begründer Immanuel Faißt. Kurz nach dem Tod seines Vaters beendete er seine Ausbildung und kehrte nach Hamburg zurück. Dort erhielt er am 23. November die Organistenstelle an der Petrikirche, die er bis zu seinem Tod ausübte.
Am 16. September 1874 übernahm er das Referat über Musikaufführungen und Oper im Hamburger Fremdenblatt und im darauffolgenden Monat wurde er als Lehrer für Klavier- und Orgelspiel an dem im Oktober 1873 von Professor Julius von Bernuth gegründeten Konservatorium angestellt; als Klavier-Lehrer vermittelte er gemäß der Klavierschule, die von Sigmund Lebert entwickelt worden war.
Seit 1886 veranstaltete er in der Petrikirche die Hamburger Historischen Kirchenkonzerte.
Er trat unter anderem auch 1872 und 1882 in Leipzig sowie 1881 in Magdeburg auf und spielte dort in der Tonkünstlerversammlung des Allgemeinen deutschen Musikvereins die a-Moll-Sonate von August Gottfried Ritter; 1891 trat er im Konzerthaus Hamburg auf.
Anfang 1888 lernte er Pjotr Iljitsch Tschaikowski kennen und war seit dieser Zeit mit ihm befreundet.

## Mitgliedschaften
Als Anhänger von Richard Wagner gründete er in Hamburg einen Zweigverein des 1871 gegründeten Allgemeinen Richard Wagner Vereins (heute Richard-Wagner-Verband).

## Ehrungen und Auszeichnungen
1902 wurde in Hamburg-Eimsbüttel die Armbruststraße zu Ehren nach Vater und Sohn Georg und Karl Armbrust benannt.

## Schriften (Auswahl)
- Karl Armbrust; Hugo Riemann: Technische Studien für Orgel, ein Supplement zu jeder Orgelschule. Leipzig, 1880er Jahre.
- Die neue Orgel der St. Petri-Kirche in Hamburg, erbaut von den Orgelbaumeistern E. F. Walcker u. Comp. in Ludwigsburg und die Gründe ihrer Entstehung. Hamburg, 1885.
- Historische Kirchen-Concerte von Carl Armbrust in der St. Petri-Kirche: erstes Concert (die älteren Meister von 1550 bis Bach und Händel); Programm. Hamburg, 1886.